# さとう宗幸
さとう 宗幸（さとう むねゆき、本名：佐藤 宗幸（読み同じ）、1949年1月25日 - ）は、日本の歌手・俳優・司会者。所属事務所はさとう音楽事務所。岐阜県可児市生まれ、宮城県古川市（現・大崎市）育ち。現在は宮城県仙台市泉区在住。大崎市立古川中学校、宮城県古川高等学校を経て、東北学院大学経済学部卒業。愛称は「宮城のじいじ」「宗さん」。
トレードマークの髭は、敬愛する歌手ジョルジュ・ムスタキを意識してのものである。
宮城県出身のフィギュアスケート選手羽生結弦からは、宮城のじいじと称される。

## 来歴
- 1949年（昭和24年）、岐阜県可児郡（現可児市内）に生まれる。
- 1951年（昭和26年）、2歳のときに、家族と共に宮城県古川市（現・大崎市）に転居。
- 古川市立古川中学校在籍中、ブラスバンドに所属してトロンボーンを演奏
- 宮城県古川高等学校在籍中、マンドリンクラブに所属。
- 東北学院大学経済学部在籍中、釣りクラブ、少林寺拳法クラブに所属。うたごえ喫茶『若人』で歌い始める。
- 1972年（昭和47年）、上京して（株）平和嶋（現·京急開発）に勤務。
- 1973年（昭和48年）、仙台に戻ってうたごえ喫茶『若人』でリーダー再開。
- 1976年（昭和51年）、アルバム『バラ色の人生』を自主制作
- 1977年（昭和52年）、NHK-FM仙台「FMリクエストアワー」のDJを始める。
- 1978年（昭和53年）、「青葉城恋唄」でメジャーデビュー。これを機に拠点が東京に移る。
- 1981年度（昭和56年度）の1年間、「2年B組仙八先生」において、伊達仙八郎役で主演。
- 1986年（昭和61年）、法務省より保護司の任命を受けた。
- 1987年（昭和62年）、NHK大河ドラマ「独眼竜政宗」で支倉常長役を務める。
- 1995年（平成7年）、ミヤギテレビの夕方ワイド番組「OH!バンデス」の司会となる。

## 歌手

### 青葉城恋唄
学生時代から歌声喫茶でギター片手に歌い、セミプロのフォークソング歌手であったさとうは、1977年（昭和52年）4月からNHK-FM仙台「FMリクエストアワー」でDJを務めており、この番組にはリスナーから寄せられた詩に曲をつけて歌をつくるコーナーがあった。
同年6月、このコーナーから生まれたのが『青葉城恋唄』である。星間船一が仙台の街の美しい情景と切ない恋情を綴った詞にさとうが曲をつけたこの歌は、翌1978年（昭和53年）5月5日にキングレコードから発売され、さとうのメジャーデビュー曲となった。また、それまでいわゆる「ご当地ソング」がなかった仙台市の後押しもあり全国的に大ヒット。同年、さとうは数々の音楽新人賞を獲得し、仙台を代表する曲のひとつとなった。
また、『青葉城恋唄』は、原作者承認の上、東北地方を拠点に活動する「CUZSICK」率いる「Mess→Age Crew」のアルバム『前略、未知の國から』収録の『青葉城恋唄21』で、ラップに改変された。変わりゆけどもなお美しき杜の都・仙台の情景と、現代の若者達の切ない恋を歌い上げ、今なお名作に新たな命を吹き込まれ歌い継がれている。
現在では仙石線あおば通駅及び東北新幹線仙台駅ホームの発車メロディにも用いられている。2016年6月までは、東北新幹線のホームではなく東北本線等の在来線ホームの1〜8番線における発車メロディに用いられていた。

### 岩尾別旅情
1970年代、北海道、特に知床半島を旅する若者にとって『岩尾別ユースホステル』は旅人に対する熱烈なもてなしの気持ちとサービスで格別の存在であった。さとうはその頃の『岩尾別』を象徴する人物。その当時作った歌が「岩尾別旅情」で、1970年代にこの曲を自主制作盤という形でレコード化し発売したことがある。
「青葉城恋唄」がヒットした後の1978年に改めてレコーディングし直してキングレコードよりメジャー・レーベルからのシングル盤として再発、今でもローカルではカラオケの定番である。

### みんなのうた
NHK『みんなのうた』において、さとうは6曲を歌っている。
| 曲名                | 作詞       | 作曲       | 編曲       | 初回放送月        |
| ------------------- | ---------- | ---------- | ---------- | ----------------- |
| 北の旅              | さとう宗幸 | さとう宗幸 | 小野崎孝輔 | 1978年8月 - 9月   |
| 夕顔の里            | さとう宗幸 | さとう宗幸 | 三枝成章   | 1979年8月 - 9月   |
| 土湯讃歌            | 岩田唯男   | 菅野栄     | 小野崎孝輔 | 1980年2月 - 3月   |
| 風の向うに          | さとう宗幸 | さとう宗幸 | 小野崎孝輔 | 1981年4月 - 5月   |
| 学校坂道            | 西口ようこ | 西口ようこ | 若松正司   | 1984年4月 - 5月   |
| はる なつ あき ふゆ | 志賀大介   | 大山高輝   | 小野崎孝輔 | 1989年10月 - 11月 |

### 土湯讃歌
『みんなのうた』で1980年に披露した「土湯讃歌」は、土湯温泉にまつわる四季を歌った楽曲。
1978年秋にNHK福島放送局のカメラマン（当時）で、それまで作詞の経験がなかった岩田唯男（2015年死去）が作詞、同じくNHKのカメラマン（当時）の菅野栄が作曲した。岩田が阿部義輔（2018年現在、川上温泉館主）と同行して土湯温泉周辺の自然を取材し、当時流行していた「青葉城恋唄」のような曲を作ろうとできた曲である。
同年10月、「土湯自然友の会」の例会で初披露された。その後、NHK東北本部（当時、現：NHK仙台放送局）の沢井高徳アナウンサーがNHK-FM放送のローカル番組『オールラウンドリクエスト』『FMリクエストアワー』でさとうの歌で紹介したところ、1979年11月・12月の2か月連続でリクエスト1位、ピーク時には毎週、約1000通のリクエスト中150通を占めるほどになり、ついには『みんなのうた』に採用されるに至ったものである。但しレコード会社側の意向により当時はさとうの歌では発売されず、倍賞千恵子とダークダックスの競作で発売されたが、その後、さとうのアルバムに収録された。
「多くの福島県民が一度は耳にしたことがある曲」ともいわれる。1995年の第50回国民体育大会（ふくしま国体）では入場行進曲に採用された。2016年には福島県福島市土湯温泉町に冬編の歌碑が建立され、これで春・夏・秋・冬編すべての歌碑が完成した。

### その他
そのほかのヒット曲として、「萌ゆる想い（「2年B組仙八先生」主題歌）」「向日葵の頃」「地球岬」「おひさしぶりだねナゴヤ」（愛知・名古屋マイソング最優秀曲、石川ひとみとのデュエット。後年、芹洋子とのデュエットによるカヴァー版がCD化されている）「欅伝説」（「OH!バンデス」のエンディングテーマ）「妻ありて」「CALENDAR（カレンダー）」（庄野真代とのデュエット。仙台地区のCD売り上げ、および有線リクエストで上位にランクインした。オリジナル歌手は土居まさる）、「夢のつばさ」（東北楽天ゴールデンイーグルスの公式応援歌として制作された）などがある。
澄んだテノールの声質と、並外れた歌唱力は、安らぎと暖かさを多くの人に提供して余りあり、シャンソンや叙情歌をもレパートリーにできる実力も兼ね備えているが、オリジナル曲は比較的少なく、現在は、司会を務める「OH!バンデス」で、ギターを手にして歌うレギュラーコーナー、地元でのイベントや全国各地でのコンサートなどを活動の中心に据えている。
2012年5月23日にリリースされたNHK東日本大震災復興応援ソング『花は咲く』（花は咲くプロジェクト）に、ボーカルとして参加している。

## 俳優
「青葉城恋唄」のヒットをきっかけに全国区の人気者となり、ドラマにも出演するようになった。
「2年B組仙八先生」では伊達仙八郎として主演し、生徒役を務めた薬丸裕英・本木雅弘・布川敏和（この3人は後にシブがき隊としてデビューし、人気アイドルとなる）・三田寛子らと共演した。また、NHK大河ドラマで歴代1位の視聴率を得た「独眼竜政宗」では、支倉常長を演じた。
1992年、関西テレビ制作のドラマで主演したのを最後に、2018年まで俳優活動は行っていなかったが2018年夏に仙台で撮影され2020年1月に公開された映画「ラストレター」に俳優として久々に出演した。

## 司会者・ローカルタレント
1990年代までは東京と仙台での往復しながら歌手活動のほか、俳優としても活動していた。
1990年（平成2年）1月6日から9月29日まで、毎週土曜昼に仙台放送「スーパーSAT」で司会を担当し、宮城県でのレギュラー番組を持った。
1995年（平成7年）、地元仙台に戻り、夕方ワイド番組の「OH!バンデス」（ミヤギテレビ）の司会となる。番組は高視聴率を獲得し続けており、いまや宮城県では司会者「宗さん」として定着し、東北地方全体でも、伊奈かっぺい（1年先輩）と並ぶ著名なローカルタレントとなっている。
東北楽天ゴールデンイーグルスの名誉ファンクラブ会員（会員No.4）として、創立1年目は応援歌「夢のつばさ」（作詞：さとう宗幸、作曲：元WANDSの木村真也、編曲：葉山たけし）も制作・発売するなど活動したが、田尾安志監督の1年での解任に激怒。「1年で何が分かるのか?」と独善的な発言が目立った三木谷浩史オーナーの態度に失望して名誉ファンクラブ会員を退会した。しかし、2006年（平成18年）3月28日の楽天-オリックス戦（ホーム開幕戦）で国歌独唱を担当したり、2007年（平成19年）には「OH!バンデス」の企画で楽天の寮と2軍練習場を訪れ、選手を激励をするなど、楽天イーグルスの一ファンとしては変わらず応援している。2013年9月の楽天初優勝に際しては、喜びの言葉がマスコミで報じられている。同年の日本シリーズ第1戦では、試合開始前の国歌斉唱を担当し、「ファン冥利に尽きる」とコメントした。
1999年（平成11年）にサッカーJ2のベガルタ仙台・市民後援会が発足した際に後援会会長に就任し、年1回シーズンオフに発行されるメモリアルデータブック「カントリーロード」に毎年コメントを発表している。
伊奈かっぺいに出した年賀はがきのくじが、1等に当選し、佐藤家 のノートパソコンに引き換えられた。
2011年（平成23年）3月11日、仙台市で「OH!バンデス」の生放送でミヤギテレビへ到着する直前に東日本大震災に遭遇。さとうやミヤギテレビ、その周辺では大きな被害は無かったものの、ミヤギテレビのある宮城野区の沿岸部を始め東日本の広い範囲が地震・津波で甚大な被害を受けた。さとうも被災地を拠点とするタレントとして積極的に復興活動へ取り組んでおり、5月2日には松島からの中継放送となった「情報ライブ ミヤネ屋」に生出演し「青葉城恋唄」を披露。
2021年11月、仙台市泉区の地域みっちゃく生活情報誌「とみぃず」2021年12月号で表紙と特集記事で掲載、地元愛を熱く述べた。
2022年（令和4年）3月25日、東北楽天ゴールデンイーグルス対千葉ロッテマリーンズの開幕戦において始球式を担当し、ワンバウンドながらも、捕手のミットに収まった。
2022年8月22日、第104回全国高等学校野球選手権大会（夏の甲子園）において、宮城代表の仙台育英学園高校が、東北勢において悲願の初優勝を達成。漸く優勝旗が「白河の関越え」を成し遂げた報道に関し、当時気仙沼市でテレビ生観戦していたさとうは「仙台の宮城県の、そして東北の子供達に大きな夢を与えてくれた。優勝出来て感動した」と、仙台育英ナインを称えながら喜びのコメントを述べていた。

## ディスコグラフィ

### シングル
| 発売日         | 規格           | 規格品番       | 面             | タイトル                                   | 作詞               | 作曲           | 編曲           |
| キングレコード | キングレコード | キングレコード | キングレコード | キングレコード                             | キングレコード     | キングレコード | キングレコード |
| -------------- | -------------- | -------------- | -------------- | ------------------------------------------ | ------------------ | -------------- | -------------- |
| 1978年5月5日   | EP             | GK-201         | A              | 青葉城恋唄                                 | 星間船一           | さとう宗幸     | 石川鷹彦       |
| 1978年5月5日   | EP             | GK-201         | B              | 昔きいたシャンソン                         | 主太郎             | さとう宗幸     | 石川鷹彦       |
| 1978年11月21日 | EP             | GK-266         | A              | 岩尾別旅情                                 | さとう宗幸         | さとう宗幸     | 石川鷹彦       |
| 1978年11月21日 | EP             | GK-266         | B              | 想い出のイマジン                           | さとう宗幸、阿部淳 | さとう宗幸     | 小六禮次郎     |
| 1979年         | EP             | 自主制作       | A              | 夢のガーデン・シティ～Dreamy Garden City   | さとう宗幸         | さとう宗幸     | 石川鷹彦       |
| 1979年         | EP             | 自主制作       | B              | クロスヤード・アイランド～Crossyard Island |                    |                |                |
| 1979年6月5日   | EP             | GK-323         | A              | SONG                                       | 星間船一           | さとう宗幸     | 石川鷹彦       |
| 1979年6月5日   | EP             | GK-323         | B              | デジャ・ヴー                               | 星間船一           | さとう宗幸     | 石川鷹彦       |
| 1979年         | EP             | GK-357         | A              | かげろう坂                                 | 山川啓介           | さとう宗幸     | 青木望         |
| 1979年         | EP             | GK-357         | B              | 思いをこめて                               | 桜みちひろ         | 森田公一       | 小六禮次郎     |
| 1980年         | EP             | K07S-14        | A              | 寒冬記                                     | さとう宗幸         | さとう宗幸     | 石田勝範       |
| 1980年         | EP             | K07S-14        | B              | 望郷詩                                     | さとう宗幸         | さとう宗幸     | 石田勝範       |
| 1981年         | EP             | K07S-170       | A              | 萌ゆる想い                                 | さとう宗幸         | さとう宗幸     | 川村栄二       |
| 1981年         | EP             | K07S-170       | B              | 君のいる風景                               | さとう宗幸         | さとう宗幸     | 川村栄二       |
| 1982年         | EP             | K07S-257       | A              | ひとすじの流れ                             | 川崎洋             | さとう宗幸     | 川村栄二       |
| 1982年         | EP             | K07S-257       | B              | 寂しい歌はうたわない                       | 川崎洋             | さとう宗幸     | 川村栄二       |
| 1983年         | EP             | K07S-268       | A              | 別れ仕度                                   | さとう宗幸         | さとう宗幸     | 矢野立美       |
| 1983年         | EP             | K07S-268       | B              | 訪れる季節に                               | さとう宗幸         | さとう宗幸     | 矢野立美       |
| 1983年         | EP             | K07S-499       | A              | 愛のメロディー -Once more Smile-           | ありそのみ、田中裕 | 千代正行       | 千代正行       |
| 1983年         | EP             | K07S-499       | B              | サンセット・ララバイ                       | ありそのみ         | さとう宗幸     | 江草啓介       |
| 1985年         | EP             | K07S-701       | A              | 愛の日々を                                 | 千家和也           | さとう宗幸     | 石川鷹彦       |
| 1985年         | EP             | K07S-701       | B              | 黄昏にLove Song                            | 荒木とよひさ       | さとう宗幸     | 若草恵         |
| 1987年         | EP             | K07S-10183     | A              | 向日葵の頃                                 | 伊達歩             | さとう宗幸     | 江草啓介       |
| 1987年         | EP             | K07S-10183     | B              | 夢のあとさき                               |                    | 佐久間順平     | 佐久間順平     |
| 1987年         | EP             | K07S-10215     | A              | 愛追えば                                   | さとう宗幸         | 小川寛興       | 青木望         |
| 1987年         | EP             | K07S-10215     | B              | 愛・あなたへ                               | さとう宗幸         | 小川寛興       | 青木望         |
| 1996年07月24日 | 8cmCD          | KIDS-288       | 1              | 妻ありて                                   | 坂口照幸           | 桜庭伸幸       | 桜庭伸幸       |
| 1996年07月24日 | 8cmCD          | KIDS-288       | 2              | 息子よ、娘よ、わが妻よ                     | 無知要             | 佐倉木優       |                |
| 1998年4月24日  | 8cmCD          | KIDS-377       | 1              | 欅伝説                                     | いではく           | さとう宗幸     | 川村栄二       |
| 1998年4月24日  | 8cmCD          | KIDS-377       | 2              | あなたに会えて                             |                    |                |                |
| 2001年4月25日  | CD             | KICM-4         | 1              | CALENDAR                                   | のなかみやこ       | 三嶋清正       | 榊原光裕       |
| 2001年4月25日  | CD             | KICM-4         | 2              | うたかたの恋                               | 森繁久彌           | さとう宗幸     |                |
| 2001年4月25日  | CD             | KICM-4         | 3              | みちのく広瀬川                             |                    |                |                |
| 2002年8月7日   | CD             | KICM-14        | 1              | 片恋                                       | 藤公之介           | 久保比呂誌     | 伊藤賢治       |
| 2002年8月7日   | CD             | KICM-14        | 2              | それでも季節は                             |                    |                |                |
| 2002年8月7日   | CD             | KICM-14        | 3              | 金糸雀                                     |                    |                |                |
| 2005年4月27日  | CD             | KICM-23        | 1              | 夢のつばさ                                 | さとう宗幸         | 木村真也       | 葉山たけし     |
| 2005年4月27日  | CD             | KICM-23        | 2              | 萌ゆる想い（ニューバージョン）             | さとう宗幸         | さとう宗幸     |                |
| 2008年1月9日   | CD             | KICM-33        | 1              | 松島春秋                                   | 南佳啓一           | さとう宗幸     | 榊原光裕       |
| 2008年1月9日   | CD             | KICM-33        | 2              | めぐりあう旅に                             | 南佳啓一           | さとう宗幸     | 榊原光裕       |
| 2008年1月9日   | CD             | KICM-33        | 3              | あの日の君に                               | 南佳啓一           | さとう宗幸     | 榊原光裕       |
| 2015年10月21日 | CD             | KICM-30680     | 1              | あ・り・が・と・う・の歌                   | 佐久間順平         | 佐久間順平     | 入江純         |
| 2015年10月21日 | CD             | KICM-30680     | 2              | だれかの風であれ                           | 佐藤三昭           | さとう宗幸     | 入江純         |
| 自主制作       |                |                |                |                                            |                    |                |                |
| 2009年6月24日  | CD             | NMAX-479       | 1              | 万葉の季節                                 | 湯浅啓之亮         | 岩代尚文       | 只野展也       |

#### リイシューシングル
- 青葉城恋唄（1989年7月21日、091S-10006）-　「岩尾別旅情」「昔きいたシャンソン」「萌ゆる想い」
- 青葉城恋唄（1993年6月23日、KIDS-143）-　「追憶」
- 青葉城恋唄（1998年6月26日、KIDX-2115）-　「岩尾別旅情」

- 青葉城恋唄（2003年10月1日、KICM-8045）-　「岩尾別旅情」「萌ゆる想い」

### アルバム

#### オリジナル・アルバム
| 発売日         | 規格           | 規格品番       | タイトル                                   |
| キングレコード | キングレコード | キングレコード | キングレコード                             |
| -------------- | -------------- | -------------- | ------------------------------------------ |
| 1978年9月21日  | LP             | SKS-33         | 青葉城恋唄                                 |
| 1979年6月21日  | LP             | SKS-72         | さとう宗幸セカンド～ふれあいの時をもとめて |
| 1980年         | LP             | SKS-115        | 歌詩人                                     |
| 1982年         | LP             | K28A-250       | 明日へ…                                    |
| 1983年         | LP             | K28A-382       | 訪れる季節に                               |
| 1987年5月5日   | LP             | K28A-788       | 何処へ                                     |
| 1987年5月5日   | CD             | K32X-152       | 何処へ                                     |
| 1990年8月21日  | CD             | KICS-43        | 愛・そして…                                |
| 1992年2月5日   | CD             | KICS-168       | 二度とない人生だから                       |
| 1993年3月24日  | CD             | KICS-304       | 風とともにVol.1                            |
| 1996年9月21日  | CD             | KICS-573       | 夢の旅人                                   |
| 2001年7月4日   | CD             | KICS-878       | 風の輪舞（ロンド）                         |

#### ライブ・アルバム
- さとう宗幸 '80.12.2（1981年、キングレコード、K28A-152）-　1980年12月2日、日本青年館にて録音。

#### ベスト・アルバム
- 過ぎ去りし想い出は（1993年9月22日、キングレコード、KICS-346～7）
- 究極のベスト! さとう宗幸（2005年6月22日、ワーナーミュージック・ジャパン、WPCL-70507）
「旅行く人」「ぼくも少年だった」「心のつばさ」（1980-1983年、日本香堂「毎日香」CMソング）は初CD化
- さとう宗幸 名選集（2008年2月27日、ピュアハーツ、HMCD-1013）
- さとう宗幸 全曲集 2020（2019年10月9日、キングレコード、KICX-5101）
- さとう宗幸 全曲集 2021（2020年10月7日、キングレコード、KICX-5246）

## 出演番組

### テレビ番組
現在
- OH!バンデス （ミヤギテレビ）メインMC

過去
テレビドラマ
- 幾山河は越えたけど（NHK、1979年）
- 2年B組仙八先生（TBS、1981年-1982年） - 主演・伊達仙八郎 役
- おゆう（TBS、1983年） - 隆太郎 役
- うっかり夫人ちゃっかり夫人（フジテレビ、1983年）
- 虹を越えて（フジテレビ、1983年）
- 2年B組仙八先生スペシャル（TBS、1984年） - 主演・伊達仙八郎 役
- 二人の女・シリーズ「夜色の女たち」（TBS、1984年）
- '85年型家族あわせ（TBS、1985年）
- 独眼竜政宗（NHK、1987年） - 支倉常長 役
- あなたもスターになりますか（TBS、1987年）
- 月曜ドラマスペシャル「イラク人質の妻」（TBS、1991年）
- 裸の木（関西テレビ、1992年）

その他
- 達人の釣り （ミヤギテレビ）
- 午後は○○おもいッきりテレビ （日本テレビ）
- にんげん家族（NHK教育テレビ）
- なっトク!古今東北（NHK仙台放送局・東北地方ブロックネット）
- おゆう（TBS）
- スーパーSAT（仙台放送）
- ものまねバトル大賞（日本テレビ）※2000年1月1日放送分

### NHK紅白歌合戦出場歴
| 年度/放送回               | 回 | 曲目       | 出演順 | 対戦相手 |
| ------------------------- | -- | ---------- | ------ | -------- |
| 1978年（昭和53年）/第29回 | 初 | 青葉城恋唄 | 08/24  | サーカス |

注意点
- 出演順は「出演順/出場者数」で表す。

### ラジオ番組
- FMリクエストアワー（NHK仙台、1977年 - 1981年）
- 愛していますか？さとう宗幸です（文化放送、1980年）
- サタディ・イン・ザ・パーク（TBCラジオ）毎月第1週電話出演

## CM
- スーパーザブ（花王）
- ラカルト・ニュー5（エスエス製薬）
- 資産信用信託（七十七銀行)

## 映画
- ユッコの贈り物 コスモスのように（1982公開／現代ぷろだくしょん）
- ラストレター（2020年公開　東宝）

## 著書
- 『季節はめぐり、また夏が来て』河出書房新社 1999

共著
- 『ことのはを 時の陽溜り』伊奈かっぺい共著 なかお千草構成 同信社 1988